# Oncidium brachyandrum
Oncidium brachyandrum är en orkidéart som beskrevs av John Lindley. Oncidium brachyandrum ingår i släktet Oncidium och familjen orkidéer. Inga underarter finns listade i Catalogue of Life.